# Gać (Podlachie)
Pour les articles homonymes, voir Gać.
Gać est un village de Pologne, situé dans la gmina de Łomża, dans le Powiat de Łomża, dans la voïvodie de Podlachie.

## Source
- (en) Cet article est partiellement ou en totalité issu de l’article de Wikipédia en anglais intitulé « Gać, Podlaskie Voivodeship » (voir la liste des auteurs).